# Troy Gentile
Troy Gentile (født 27. oktober 1993) er en amerikansk teenager-skuespiller. Han er muligvis bedst kendt som mobbe-offeret Ryan i komediefilmen Drillbit Taylor (2008) med Owen Wilson i hovedrollen.
Gentile blev født i Boca Raton, Florida som søn af Debbie Gentile, der dengang arbejdede på en reklame-afdeling af Boca Raton News og Albert Farshi, fra Iran. Han flyttede til Los Angeles med sin familie, da han var fire.